# Edit Miklos

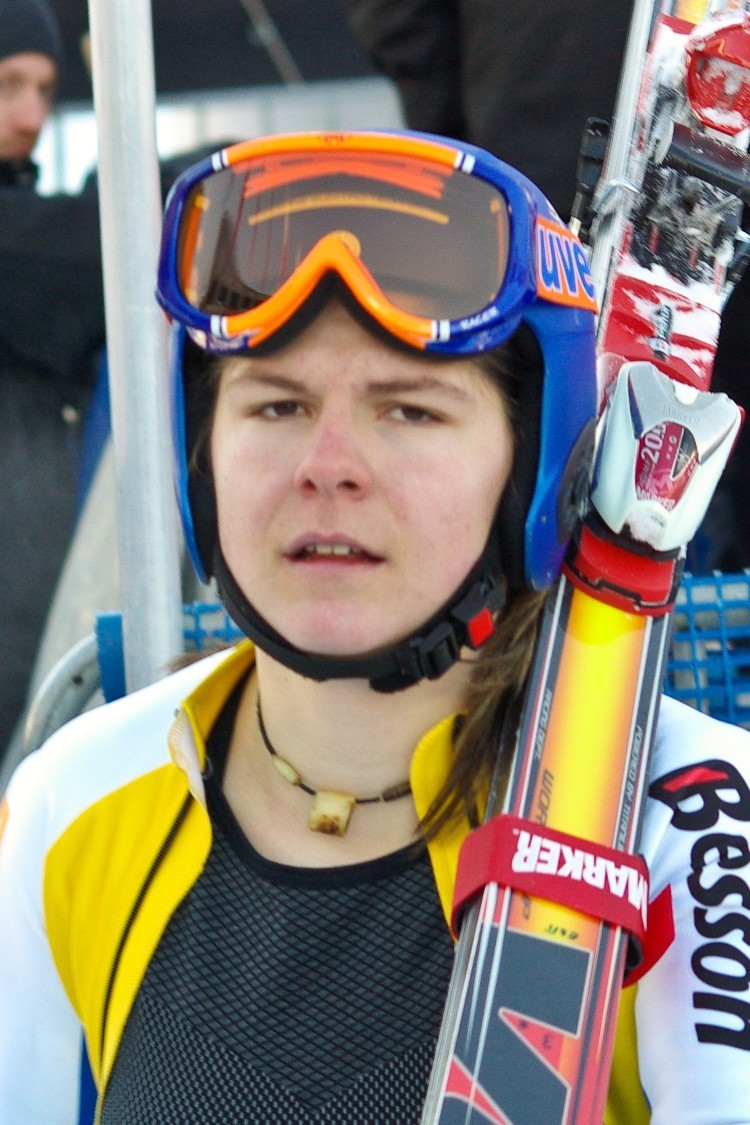
Edit Miklós en 2009.

Edit Miklós (31 de marzo de 1988, Miercurea Ciuc (Rumanía), aunque de nacionalidad húngara desde enero de 2011, es una esquiadora que tiene 2 podios en la Copa del Mundo de Esquí Alpino.

## Resultados

### Juegos Olímpicos de Invierno
- 2014 en Sochi, Rusia
  - Descenso: 7.ª
  - Super Gigante: 15.ª
  - Combinada: 16.ª
  - Eslalon Gigante: 34.ª

### Campeonatos Mundiales
- 2009 en Val d'Isère, Francia
  - Descenso: 18.ª
  - Super Gigante: 18.ª

- 2011 en Garmisch-Partenkirchen, Alemania
  - Combinada: 6.ª
  - Eslalon: 21.ª
  - Eslalon Gigante: 35.ª

- 2013 en Schladming, Austria
  - Combinada: 19.ª
  - Descenso: 23.ª

- 2015 en Vail/Beaver Creek, Estados Unidos
  - Descenso: 13.ª
  - Eslalon Gigante: 40.ª

### Copa del Mundo

#### Clasificación General Copa del Mundo
- 2008-2009: 130.ª
- 2009-2010: 121.ª
- 2011-2012: 115.ª
- 2012-2013: 90.ª
- 2013-2014: 64.ª
- 2014-2015: 51.ª